# 通河镇
通河镇是中国黑龙江省哈尔滨市通河县下辖的一个镇，位于松花江中游北岸。